# Klíny (přírodní rezervace)
Klíny jsou přírodní rezervace poblíž obce Čeladná v okrese Frýdek-Místek. Oblast spravuje AOPK ČR Správa CHKO Beskydy. Důvodem ochrany jsou přirozené lesní porosty pralesového charakteru v jedlobukovém stupni karpatské oblasti.